# Стеван Лазаревић Чутка
Стеван Лазаревић Чутка (1877-1944.) био је уходитељ, синдикални борац, инвалид Првог светског рата и уједно носилац Албанске споменице.

### Биографија
Стеван Лазаревић Чутка је био члан  ССДП, учесник НОП-а и као такав ухапшен и мучен. Још пре рата залагао се за републику, против династије Карађорђевић иако је био носилац Карађорђеве звезде. Године 1903. принц Петар Карађорђевић долази на власт. Са њим је у Србији почела ера демократије и либералног управљања земљом. Иако су Балкански ратови довели до проширења територије Србије, бес због анексије Босне и Херцеговине је тињао у Србији и Црној Гори. Жеља за независношћу довела је до атентата на Надвојводу Франца фердинанда. 
Стеван Лазаревић Чутка се бавио трговином и угоститељством. Био је власник једине деликатесне радње у Књажевцу, са широким асортиманом робе за децу и одрасле: од вафел производа до најквалитетнијих чоколада. Као угоститељ држао је кафану у парку Средорек. Парк Средорек је зараван поред Сврљишког Тимока који је крајем 19. века био место за виђање и друштвени живот богатих трговачких  породица. 
Ухапшен и мучен, убијен је на улици у Зајечару. Због његових заслуга после рата једној улици је дато његово име.